# У Ян (лучница)
У Ян (кит. 毋洋; род. 1 января 1992 года) — китайская лучница-паралимпийка. Серебряная призёрка Паралимпийских игр-2024 в Париже.

## Биография
В 2012 году начала заниматься параплаванием, но в возрасте 15 лет была вынуждена уйти из него из-за состояния здоровья. В возрасте 20 лет начала заниматься стрельбой из лука.
В 2024 году в Париже приняла участие на летних Паралимпийских играх-2024 в стрельбе из классического лука (открытый класс) в индивидуальном женском турнире. В квалификации была четвёртой с результатом 603 очка. В 1/8 финала победила тайку Пхаттарапхон Паттаваео, в четвертьфинале — иранку Гадериджани Сомайе Рахими, в полуфинале — итальянку Элизабетту Мийно. В финале уступила соотечественнице У Чуньянь и завоевала серебряную медаль Паралимпиады-2024.